# Rungaspis arcuata
Rungaspis arcuata är en insektsart som beskrevs av Abraham Munting 1967. Rungaspis arcuata ingår i släktet Rungaspis och familjen pansarsköldlöss. Inga underarter finns listade i Catalogue of Life.